# Cissampelopsis volubilis
Cissampelopsis volubilis là một loài thực vật có hoa trong họ Cúc. Loài này được (Blume) Miq. mô tả khoa học đầu tiên năm 1856.